# Горбаченко Володимир Семенович
Володимир Семенович Горбаче́нко (22 березня 1924, Катеринослав — 16 липня 1987, Дніпропетровськ) — український радянський живописець; член Спілки радянських художників України з 1962 року.

## Біографія
Народився 22 березня 1924 року в місті Катеринославі (нині Дніпро, Україна). Брав участь у німецько-радянській війні. Нагороджений медаллю «За відвагу» (18 травня 1945), орденом Вітчизняної війни II ступеня (6 листопада 1985). 1950 року закінчив Дніпропетровське художнє училище, де навчався у Михайла Паніна, Миколи Погрібняка, Олексія Вандаловського. Член КПРС з 1956 року.
Мешкав у Дніпропетровську в будинку на вулиці Пастера, № 2, квартира № 3. Помер у Дніпропетровську 16 липня 1987 року.

## Творчість
Працював у галузі станкового живопису, створював пейзажі, натюрморти, жанрові картини. Серед робіт:
- «Індустріальний пейзаж» (1952);
- «Яхта на Дніпрі» (1952);
- «У порту» (1954);
- «Після дощу» (1955),
- «Земснаряд на Дніпрі» (1957),
- «Набережна річки Данге» (1963);
- «На березі річки Тясмин» (1964);
- «Колгоспна весна» (1967);
- «Наша Петрівка» (1967);
- «Жовтень» (1969);
- «Солдатськими дорогами» (1973);
- «Морський прибій» (1984);

пастелі
- «У Севастополі» (1974);
- «Берег Юрмали» (1977);

серії
- «На будовах семирічки» (1960):
  - «Перші вогні»;
  - «Будівництво комсомольської домни» № 5;
- «По місцях, де бував Тарас Шевченко» (1961);
- «Прибалтика» (1967—1977);
- «Седнівські мотиви» (1970);
- «Канал Дніпро–Донбас» (1973);
- «Моє Придніпров'я» (1978—1985);

цикли пейзажів
- «Крим» (1974);
- «Дорогами війни» (1979—1985);
- «Бородино — поле російської слави» (1981—1983);
- «Ленінград» (1981—1984);
- «По Криму» (1984—1985).

Брав участь у створенні діорами «Битва за Дніпро» для музею Верхньодніпровського комбінату.
Учасник виставок з 1952 року, республіканських і всесоюзних — з 1960 року. Персональні виставки відбулися у Дніпропетровську у 1961, 1974, 1980, 1986 роках.
Роботи художника зберігаються у Дніпровському художньому музеї, Музеї українського живопису у Дніпрі, приватних колекціях.